# Associazione Sportiva Reggina 1958-1959
Questa pagina raccoglie i dati riguardanti l'Associazione Sportiva Reggina nelle competizioni ufficiali della stagione 1958-1959.

## Stagione
La squadra, allenata dapprima da Attilio Kossovel e successivamente da Renato Bodini, ha concluso il girone B della Serie C 1958-1959 al nono posto.

## Rosa
| N. |                           | Ruolo | Calciatore         |
| -- | ------------------------- | ----- | ------------------ |
| -  | Italia (bandiera)         | P     | Mario Francalancia |
| -  | Italia (bandiera)         | P     | Morselli           |
| -  | non conosciuta (bandiera) |       | Oblach             |
| -  | Italia (bandiera)         |       | Magni              |
| -  | Italia (bandiera)         |       | Quaiattini         |
| -  | Italia (bandiera)         | D     | Antonio Bumbaca    |
| -  | Italia (bandiera)         |       | Ferulli            |
| -  | Italia (bandiera)         | D     | Luciano Gallusi    |
| -  | Italia (bandiera)         |       | Leoni              |
| -  | Italia (bandiera)         | C     | Alberto Gatto      |

| N. |                   | Ruolo | Calciatore        |
| -- | ----------------- | ----- | ----------------- |
| -  | Italia (bandiera) | C     | Enrico Caiumi     |
| -  | Italia (bandiera) |       | Barozzi           |
| -  | Italia (bandiera) | C     | Romano Storchi    |
| -  | Italia (bandiera) | A     | Erminio Bercarich |
| -  | Italia (bandiera) |       | Santagati I       |
| -  | Italia (bandiera) |       | Bongiovanni       |
| -  | Italia (bandiera) |       | Bartolaccini      |
| -  | Italia (bandiera) |       | Sospetti          |
| -  | Italia (bandiera) |       | Fochesato         |

## Piazzamenti
- Serie C: 9º posto.